# نووی ولیا
نووی ولیا (به ایتالیایی: Novi Velia) یک کومونه در ایتالیا است که در استان سالرنو واقع شده‌است. نووی ولیا ۳۴ کیلومتر مربع مساحت و ۲٬۲۵۷ نفر جمعیت دارد و ۶۴۸ متر بالاتر از سطح دریا واقع شده‌است.